# Bruce Castle

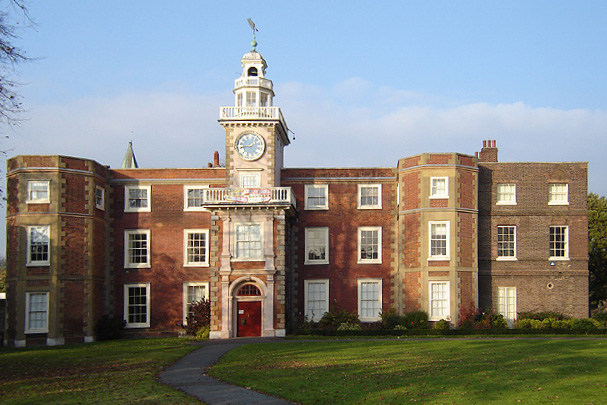
Die Südfassade von Bruce Castle

Bruce Castle (früher Lordship House) ist ein Herrenhaus in der Lordship Lane in Tottenham, London, aus dem 16. Jahrhundert (andere Quellen gehen vom 15. Jahrhundert aus). Es wurde nach dem Haus Bruce benannt, einer schottischen Königsfamilie, welcher früher das Land gehörte, auf dem das Gebäude steht. Wahrscheinlich wurde es an Stelle eines kleineren Gebäudes errichtet. Das gegenwärtige Haus ist eines der ältesten noch erhaltenen englischen Backsteinhäuser. Im 17., 18. und 19. Jahrhundert wurde es umgebaut. Es gehört in Großbritannien zu den Listed buildings.
Das Haus war unter anderem bewohnt von Sir William Compton, den Baronen von Coleraine und von Sir Rowland Hill. Nachdem es im 19. Jahrhundert als Schule genutzt worden war, wurde es stark nach Westen erweitert und schließlich in ein Museum umgewandelt. Heute informiert es über die Geschichte der Umgebung, das heutige London Borough of Haringey, und – durch seine Verbindung mit Sir Rowland Hill – über die Geschichte der Royal Mail. Das Gebäude beherbergt außerdem die Archive von London Borough of Haringey. 1892 wurde der dazugehörende Grundbesitz einer der ersten öffentlichen Parks in Tottenham.

## Ursprünge des Namens

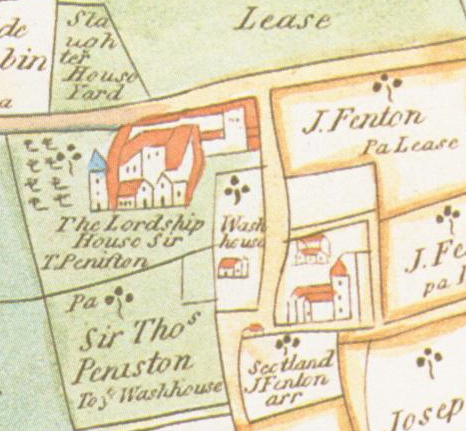
Die früheste bekannte Zeichnung des Hauses, 1619

Der Name Bruce Castle leitet sich vom Haus Bruce ab. Die schottische Königsfamilie besaß ein Drittel des Landgutes von Tottenham. Es gab jedoch keine Burg in dieser Gegend und es ist unwahrscheinlich, dass die Familie in dieser Gegend lebte. Nachdem Robert the Bruce 1306 den schottischen Thron bestiegen hatte, verlor er sein Land in England einschließlich der Besitzungen in Tottenham. Damit endete die Verbindung zwischen der Familie Bruce und der Gegend. Das frühere Bruce-Land ging an Richard Spigurnell und Thomas Hethe.
Die drei Teile der Herrschaft von Tottenham wurden im frühen 15. Jahrhundert unter der Familie Gedeney vereinigt und blieben seitdem auch. In frühen Aufzeichnungen wird das Gebäude als Lordship House bezeichnet. Der Name Bruce Castle taucht erstmals unter Henry Hare, dem zweiten Baron Coleraine, auf, wenn auch Daniel Lysons 1795 in The Environs of London davon ausging, dass der Name schon im 13. Jahrhundert in Gebrauch war.

## Architektur

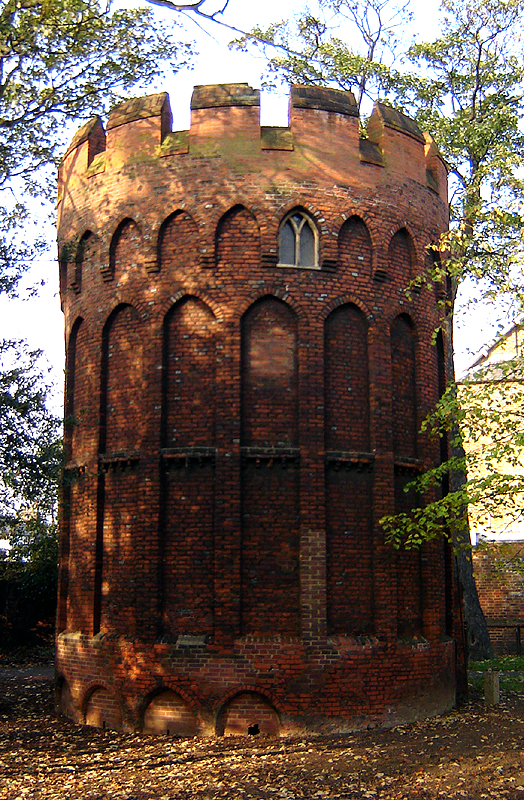
Der runde Turm, der wahrscheinlich älteste Teil von Bruce Castle

Ein freistehender, zylindrischer Tudorturm steht südöstlich des Hauses. Er wird im Allgemeinen als ältester Teil des Gebäudes betrachtet, während Lyson davon ausgeht, dass er erst später hinzugefügt wurde. Der Turm wurde aus örtlichem roten Backstein erbaut und ist 6,4 Meter hoch, die Mauern sind 91 cm dick. Der Grund für die Erbauung dieses Turmes ist nicht bekannt. Es wird vermutet, dass er als Taubenschlag genutzt wurde.
Die Quellen streiten über das genaue Baudatum und es gibt keine erhaltenen Aufzeichnungen der Erbauer. Architektonische Hinweise deuten darauf hin, dass einige Teile Gebäudes im 15. Jahrhundert entstanden sind. William Robinson geht in History and Antiquities of the Parish of Tottenham (1840) vom Jahr 1514 aus, während die Royal Commission on Historic Monuments  vom späten 16. Jahrhundert ausgeht. Nikolaus Pevsner war der Ansicht, dass die Front, auf ein Courtyard House hinweist, dessen Rest verloren gegangen ist.
Die Hauptfassade des Herrenhauses wurde über die Zeit wesentlich umgestaltet. Das Haus wurde aus rotem Backstein mit Quadersteinen als Ecksteine erbaut, die Hauptfassade wird von symmetrisch angepassten Erkern mit großen Fenstern begrenzt. Das Haus und der alleinstehende Turm sind ein frühes Beispiel für die Nutzung von Backsteinen als hauptsächliches Baumaterial für englische Häuser.
Unter Henry Hare, 2. Baron Coleraine (1635–1708) kam es 1684 zu einer grundlegenden Umgestaltung des Hauses, der größte Teil der südlichen Fassade stammt aus dieser Zeit. Die abschließenden Erker wurden vergrößert und das Portal wurde mit steinernen Vorsprüngen und Stützpfeilern, einer Brüstung, einem kleinen Turm und einer Kuppel neugestaltet. Ein Plan von 1684 zeigt eine Halle im Zentrum des Hauses, mit Betriebsräumen im Westen und dem Empfangszimmer im Osten. Im ersten Stock befand sich über der Halle der Speisesaal, das Prunkschlafgemach über der Küche und das Lady’s chamber (Zimmer der Hausherrin) über der Vorhalle.
Im frühen 18. Jahrhundert baute Henry Hare, der dritte Baron Coleraine (1694–1749), den Nordflügel des Hauses um. Im Zuge des Umbaus kamen einige Räume hinzu und eine große Verzierung in Form des Colerainewappens wurde an der Nordfassade angebracht. Im späten 18. Jahrhundert, unter dem Besitz von James Townsend, wurde die schmale Ostfassade zu einer Eingangsfassade umgebaut und gibt dem Gebäude das heutige Bild eines typischen georgianischen Hauses. Zur selben Zeit wurden die Giebel der Dachstuben an der Südseite entfernt, womit sich das heutige Erscheinungsbild der südlichen Fassade ergab. Eine Inventur des Hauses aus dem Jahr 1789 in Vorbereitung auf seinen Verkauf verzeichnete eine Halle, einen Salon, ein Gesellschaftszimmer, ein Esszimmer und einen Frühstückssalon im Erdgeschoss, mit einer Bibliothek und einem Billardzimmer im ersten Stock.
Im frühen 19. Jahrhundert wurde der Westflügel des Hauses niedergerissen, was dem Gebäude sein heutiges asymmetrisches Erscheinungsbild verlieh. Das Haus wurde in eine Schule umgewandelt und 1870 ein dreigeschossiger Anbau im neugotischen Stil am Nordwestteil des Hauses angefügt.
Ausgrabungen aus dem Jahr 2006 durch das Museum of London legten die Grundmauern eines früheren Gebäudes auf dem Grundbesitz frei, von dem man bis dahin noch nichts wusste. Pipe Rolls von 1742 verweisen auf die Reparatur einer Zugbrücke, was darauf schließen lässt, dass das Gebäude damals von einem Graben umgeben war. Eine archäologische Zeitschrift von 1911 gibt einen beiläufigen Hinweis auf die kurz zuvor vorgenommene Einebnung des Grabens.

## Geschichte und Bewohner des Hauses

### 16. Jahrhundert: erste Bewohner
Es wird allgemein angenommen, dass der erste Eigentümer des Hauses Sir William Compton war, einer der prominentesten Höflinge seiner Zeit und Groom of the Stool unter Heinrich VIII., der 1514 die Herrschaft Tottenham erwarb. Es gibt jedoch keine schriftlichen Beweise, dass Compton tatsächlich in diesem Haus gelebt hat; es sind hingegen Hinweise vorhanden, dass das gegenwärtige Gebäude zu einem späteren Zeitpunkt erbaut wurde.
Die früheste bekannte Quelle über das Gebäude ist datiert auf das Jahr 1516, als Heinrich VIII. seine Schwester Margaret Tudor, die Königin von Schottland, hier im „Maister Compton's House beside Tottenham“ traf. Die Comptons besaßen das Gebäude während des gesamten 16. Jahrhunderts, doch es sind nur wenige Aufzeichnungen über die Familie oder das Haus aus dieser Periode erhalten geblieben.

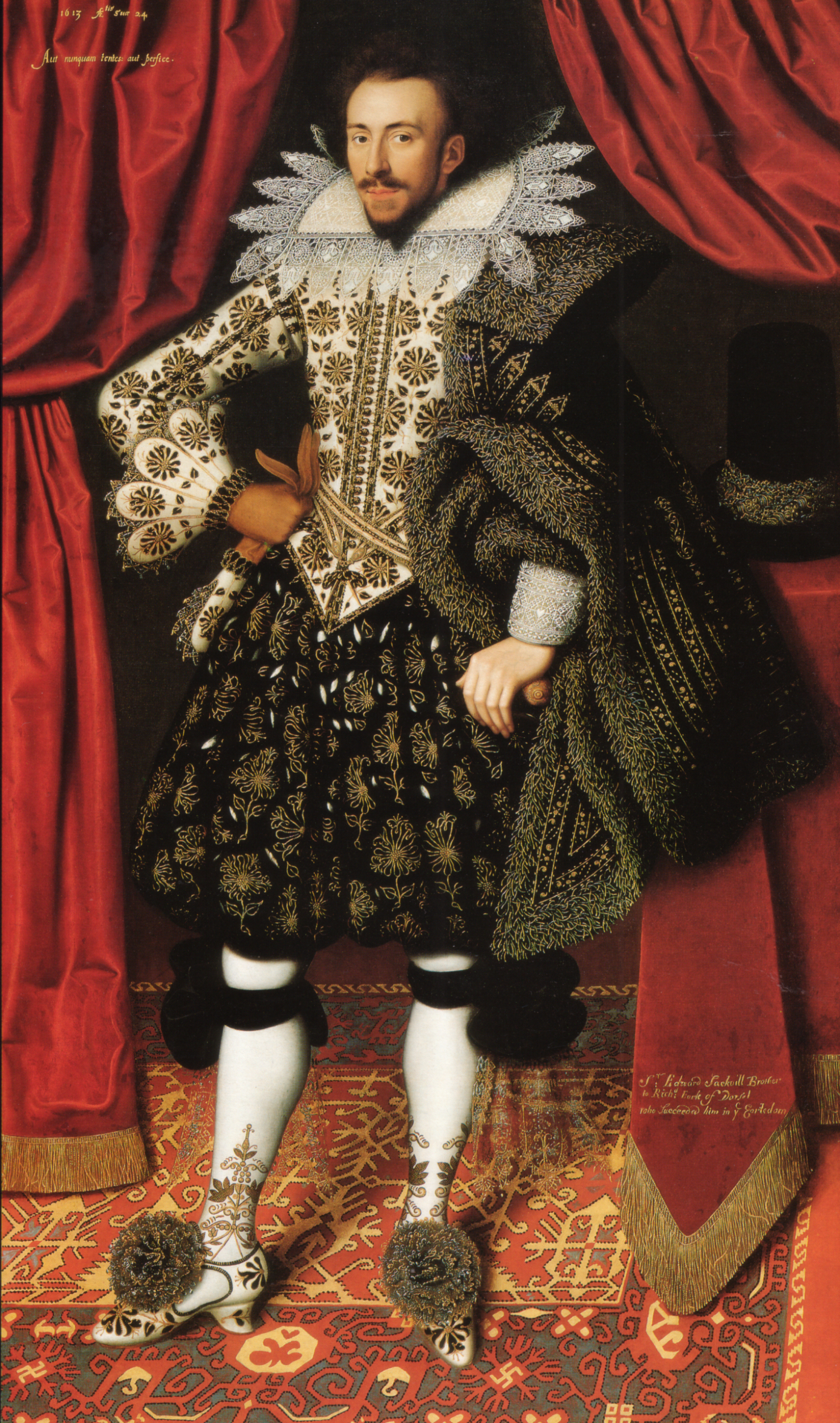
Richard Sackville, Gemälde von William Larkin

Im frühen 17. Jahrhundert war das Haus im Besitz von Richard Sackville, 3. Earl of Dorset und Lady Anne Clifford. Sackville verschuldete sich auf Grund seiner Spielleidenschaft und verschwenderischen Lebensführung; das Haus (nun „The Lordship House“ genannt) wurde an Sir Thomas Peniston vermietet. Dessen Frau Martha, Tochter des 1. Baron of Stowe, war die Mätresse von Richard Sackville. Später wurde das Haus an den reichen Grundbesitzer Hugh Hare, 1. Baron Coleraine aus Norfolk verkauft.

### 17. Jahrhundert: die Familie Hare

#### Hugh Hare, 1. Baron Coleraine
Hugh Hare (1606–1667) erbte eine große Geldsumme von seinem Großonkel Sir Nicholas Hare, Master of the Rolls. Nachdem sein Vater gestorben war, heiratete seine Mutter Henry Montagu, 1. Earl of Manchester, was es dem jungen Hugh Hare erlaubte, rasch in den höfischen und gesellschaftlichen Kreisen aufzusteigen. Er heiratete in erster Ehe Montagus Tochter und erwarb die Herrschaft von Tottenham, einschließlich des Lordship Houses; kurz darauf, 1625, wurde er zum Baron Coleraine erhoben.
Da er eng mit dem Hof von Karl I. verbunden war, beendete der englische Bürgerkrieg Hares Glückssträhne. Sein Schloss in Longford und sein Haus in Totteridge wurden von den parlamentarischen Streitkräften in Besitz genommen und bei der Rückgabe nach der Restauration war alles in einem sehr baufälligen Zustand. Aufzeichnungen über Tottenham aus dieser Zeit sind verloren gegangen, die Eigentumsverhältnisse und Zustände des Lordship Houses während des Commonwealth of England sind daher nicht bekannt. Hugh Hare starb 1667 in seinem Haus in Totteridge: Er erstickte an einem Knochen bei einem Truthahnessen, während er lachte und trank. Sein Nachfolger wurde sein Sohn Henry Hare, 2. Baron Coleraine.

#### Henry Hare, 2. Baron Coleraine
Henry Hare (1635–1708) wählte Lordship House als Wohnsitz und benannte es, in Gedenken an historische Verbindungen der Gegend mit dem Haus Bruce, wieder in Bruce Castle um. Hare war ein bekannter Historiker und der Autor der ersten Geschichte von Tottenham. Er war im Hare Familienhaus in Totteridge aufgewachsen und es ist nicht bekannt, wann er nach Tottenham zog. Als sein erster Sohn Hugh 1668 geboren wurde, lebte die Familie noch in Totteridge, doch als seine erste Frau Constantia 1680 starb, lebte die Familie bereits in Bruce Castle. Laut Hare wurde Constantia in der All Hallows Church in Tottenham beigesetzt. Allerdings macht das Kirchenregister dieser Periode, welches komplett erhalten ist, keine Angaben über ihren Tod oder ihre Beisetzung.

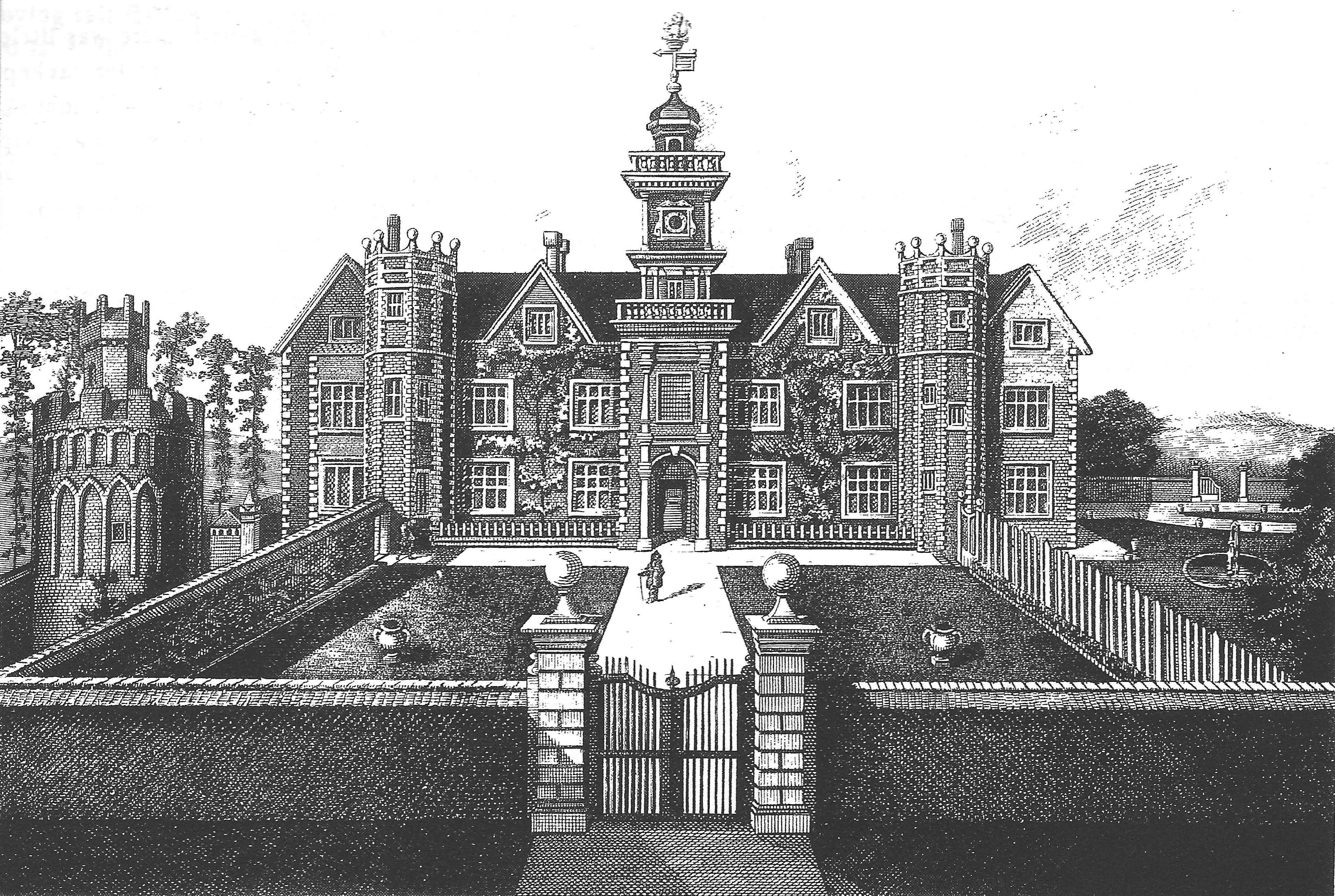
Bruce Castle im späten 17. Jahrhundert, nach Hares Umbauten

Nach Constantias Tod heiratete Hare Sarah Alston. Sie waren bereits 1661 verlobt gewesen, sie hatte aber an seiner Stelle John Seymour den 4. Herzog von Somerset geheiratet. Es gibt Hinweise darauf, dass während Sarahs Ehe mit Seymour und Hares Ehe mit Constantia zwischen den beiden ein geheimes Verhältnis bestanden hatte.
Nach der Hochzeit Hares mit der Herzoginwitwe von Somerset wurde das Haus 1684 grundlegend umgebaut. Ein großer Teil der heutigen Südfassade stammt aus dieser Zeit. Das dominante Merkmal der Fassade ist der Hauptturm mit einem Belvedere, einem Motiv aus der englischen Renaissance im späten 16. und frühen 17. Jahrhundert (das Haus der Familie Compton in Northamptonshire, Castle Ashby House, erhielt während des 17. Jahrhunderts ebenfalls Stilmerkmale der Renaissance). Das nahe London gelegene Hatfield House hat den gleichen, 1611 erbauten Hauptturm wie Bruce Castle, ebenso Blickling Hall in Norfolk, hier wurde der Turm circa 1616 erbaut. Die Ähnlichkeit des Hauses zeigt auch eine Vorliebe für den Baustil des zwischen 1601 und 1610 erbauten Burton Agnes Hall.
Obwohl die Quellen (zum Beispiel Pegram) spekulieren, dass Constantia auf Grund des fortwährenden Verhältnisses zwischen Hare und der Duchess of Somerset Selbstmord begangen haben soll, ist nur wenig über ihr Leben und die Umstände ihres frühen Todes bekannt. Ihr Geist spukt angeblich immer noch durch das Gebäude. Die früheste Aufzeichnung über den Geist erschien 1858 – fast 200 Jahre nach dem Tod Constantias – im Tottenham & Edmonton Advertiser:

“A lady of our acquaintance was introduced at a party to an Indian Officer who, hearing that she came from Tottenham, eagerly asked if she had seen the Ghostly Lady of Bruce Castle. Some years before he had been told the following story by a brother officer when encamped on a march in India. One of the Lords Coleraine had married a beautiful lady and while she was yet in her youth had been seized with a violent hatred against her – whether from jealousy or not is not known. He first confined her to the upper part of the house and subsequently still more closely to the little rooms of the clock turret. These rooms looked on the balconies: the lady one night succeeded in forcing her way out and flung herself with child in arms from the parapet. The wild despairing shriek aroused the household only to find her and her infant in death's clutches below. Every year as the fearful night comes round (it is in November) the wild form can be seen as she stood on the fatal parapet, and her despairing cry is heard floating away on the autumnal blast.”

„Eine Dame unserer Bekannten wurde auf einer Party einem indischen Offizier vorgestellt, der, als er hörte, dass sie aus Tottenham kam, eifrig fragte, ob sie die Geisterhafte Dame von Bruce Castle gesehen habe. Einige Jahre bevor ihm die folgende Geschichte von einem Bruderoffizier erzählt worden war, als er auf einem Marsch in Indien lagerte. Einer der Lords Coleraine hatte eine schöne Dame geheiratet und war noch in ihrer Jugend mit einem gewalttätigen Hass gegen sie ergriffen worden – ob aus Eifersucht oder nicht, ist nicht bekannt. Er beschränkte sie zuerst auf den oberen Teil des Hauses und anschließend noch enger auf die kleinen Räume des Uhrenturms. Diese Zimmer schauten auf die Balkone: Die Dame gelang es eines Nachts, sich herauszuzwingen und sich mit einem Kind in den Armen aus der Brüstung zu werfen. Der wilde verzweifelte Schrei weckte den Haushalt, nur um sie und ihr Kind in den Fängen des Todes unten zu finden. Jedes Jahr, wenn die ängstliche Nacht kommt (es ist im November), kann die wilde Form gesehen werden, als sie auf der tödlichen Brüstung stand, und ihr verzweifelter Schrei ist auf der herbstlichen Explosion zu hören.“

Die Legende ist heute weitgehend vergessen und es wurde in neuerer Zeit von keinerlei Sichtungen eines Geistes berichtet.

### Das Gebäude im 18. Jahrhundert

#### Henry Hare, 3. Baron Coleraine

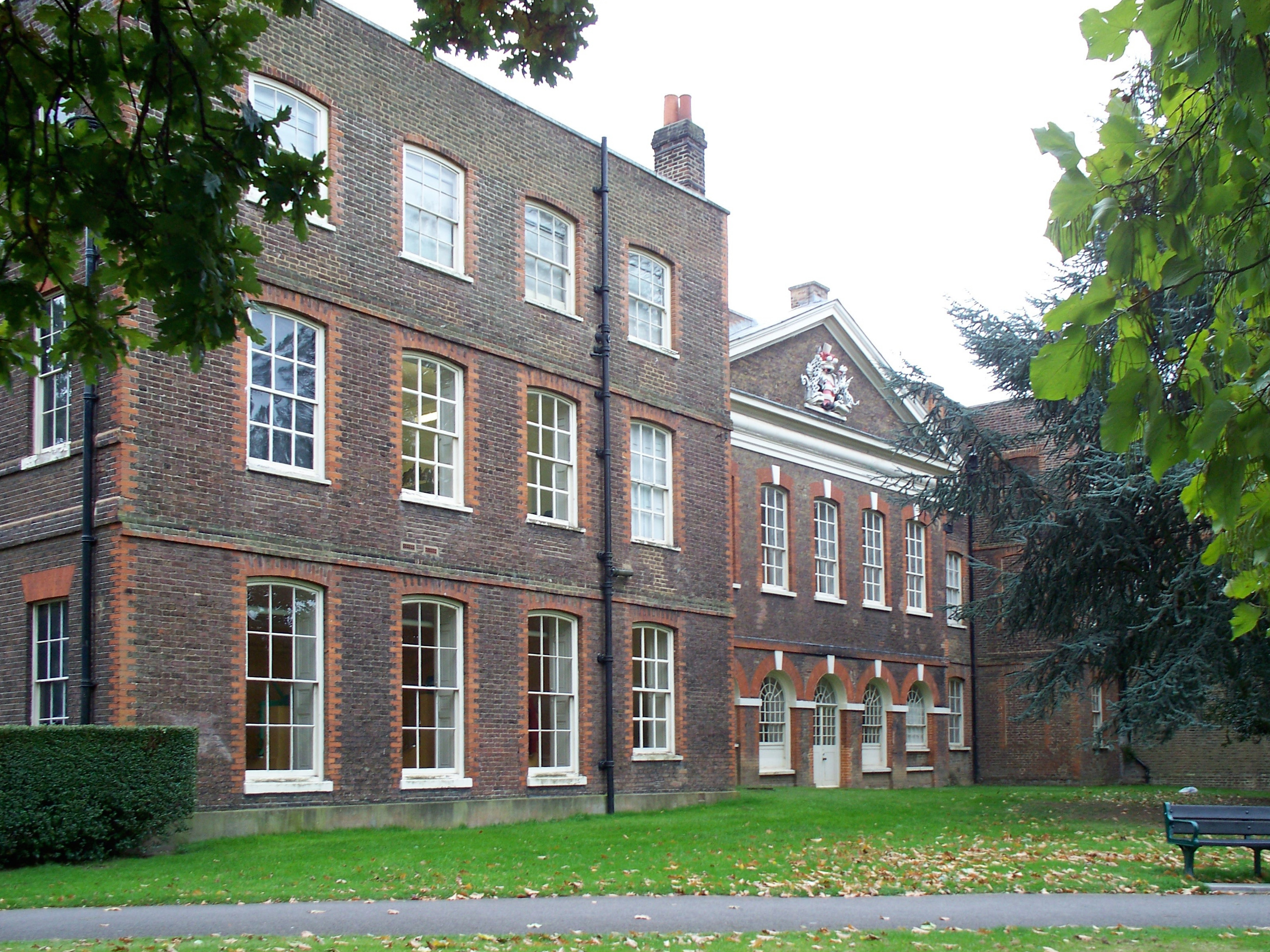
Die Nordansicht mit dem Colerainewappen

Sarah Hare starb 1692 und wurde in Westminster Abbey beigesetzt, Hare starb 1708, sein Nachfolger wurde Henry Hare, der 3. Baron Coleraine. Henry Hare war einer der führenden Altertumsforscher, er residierte nur kurzzeitig zwischen längeren Reisen durch Europa in Bruce Castle.
Das Haus wurde umgebaut, während es im Besitz des 3. Baron Coleraine war. Es kam eine zusätzliche Zimmerflucht im Nordflügel hinzu und ein Ziergiebel mit dem Helmbusch des Coleraine Wappens an der Nordfront.
Hares Ehe wurde nicht vollzogen, doch nach einer Affäre mit der Französin Rosa du Plessis gebar diese ihm 1745 in Frankreich sein einziges Kind, eine Tochter namens Henrietta Rosa Peregrina. Hare starb 1749 und hinterließ den Besitz seiner vierjährigen Tochter, das Erbe wurde aber aufgrund ihrer französischen Nationalität nicht anerkannt. Nach einem jahrelangen Rechtsstreit ging der Besitz einschließlich Bruce Castle an Henriettas Ehemann James Townsend, welchen diese im Alter von 18 Jahren geheiratet hatte.

#### James Townsend

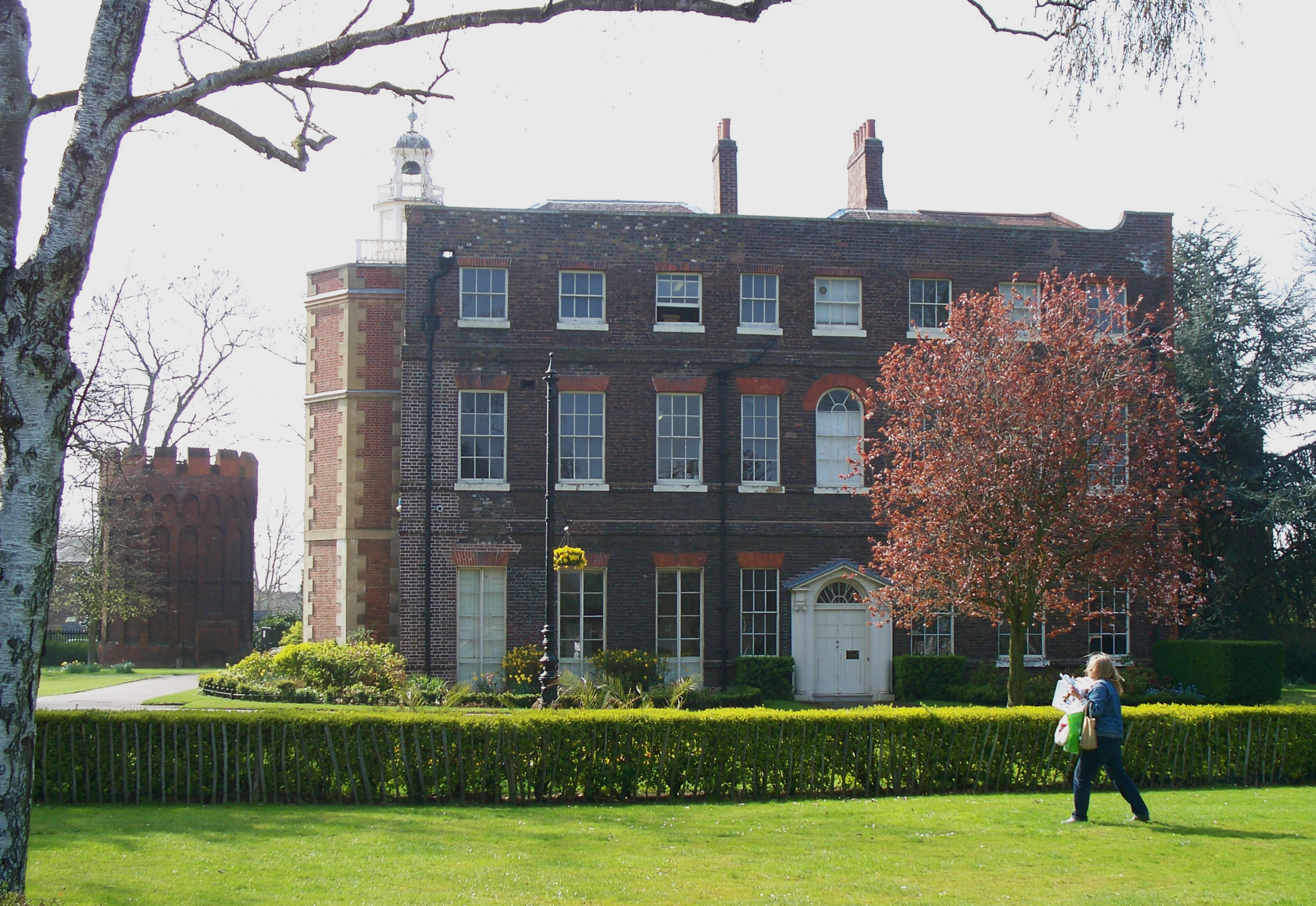
Die unter James Townsend umgebaute Ostfassade

James Townsend war einer der führenden Bürger seiner Zeit. Er diente als Friedensrichter, war Mitglied des Parlaments und 1772 wurde er Lord Mayor of London, während Henrietta eine bekannte Künstlerin war. Viele ihrer Stiche vom Tottenham des 18. Jahrhunderts sind im Museum von Bruce Castle erhalten geblieben.
Nach 1764, während es sich im Besitz von James Townsend befand, wurde das Haus erneut umgebaut. Die schmale Ostfront wurde zur Eingangsfront umgestaltet und gab dem Gebäude das typische Aussehen eines georgianischen Hauses. Die Dachgiebel der Südfront wurden abgetragen, wodurch die Fassade ihr heutiges Aussehen erhielt.
James und Henrietta Townsends Sohn, Henry Hare Townsend, zeigte nur wenig Interesse an der Gegend und der traditionellen Rolle des Grundherrn. Nachdem das Haus mehrmals vermietet worden war, wurde es 1792 an Thomas Smith von der Honourable Society of Gray’s Inn als Landsitz verkauft.

#### John Eardley Wilmot
John Wilmot (1749–23. Juni 1815) war Mitglied des Parlaments für Tiverton (1776–1784) und Coventry (1784–1796). 1783 ließ eine Kommission des Parlaments die Ereignisse untersuchen, die zur amerikanischen Revolution führten. Wilmot leitete auch die Abwicklung der Besitzentschädigungen, die Bereitstellung von Wohnraum und die Versorgung der 60.000 loyalistischen Flüchtlinge, die England in der Folge der Amerikanischen Unabhängigkeitserklärung erreichten.
Nach dem Beginn der französischen Revolution 1789, erreichte eine zweite Welle von Flüchtlingen England. Obwohl das britische Parlament bei diesem Ereignis keine Hilfsleistungen anbot, gründete Wilmot mit der Unterstützung von William Wilberforce, Edmund Burke und George Nugent-Temple-Grenville, 1. Marquess of Buckingham das „Wilmot’s Committee“, welches Finanzmittel für Unterkünfte, Verpflegung bereitstellte und Arbeitsplätze für die Flüchtlinge aus Frankreich beschaffte. Eine große Anzahl dieser Flüchtlinge ließ sich in Tottenham nieder.
1804 zog Wilmot sich aus dem öffentlichen Leben zurück und schrieb in Bruce Castle seine Erinnerungen an die amerikanische Revolution und seine Rolle in der Erforschung der Ursachen und Konsequenzen. Sie wurden 1813, kurz vor seinem Tod, veröffentlicht.
Nach Wilmots Tod erwarb der Londoner Kaufmann John Ede das Haus und den Grundbesitz; den Westflügel des Hauses ließ er abreißen. Wie das heutige asymmetrische Aussehen des Gebäudes zeigt, wurde dieser nie wieder aufgebaut. 1827 verkaufte Ede den Besitz an den Rowland Hill, einen Pädagogen aus Worcestershire, der das Anwesen als Schule nutzte.

### 19. Jahrhundert: die Hill Schule

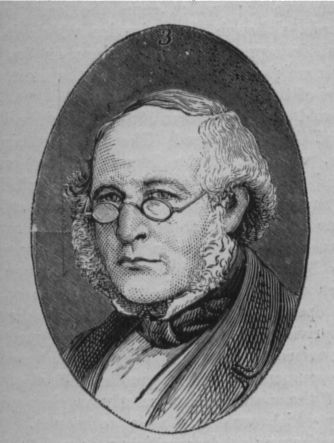
Sir Rowland Hill

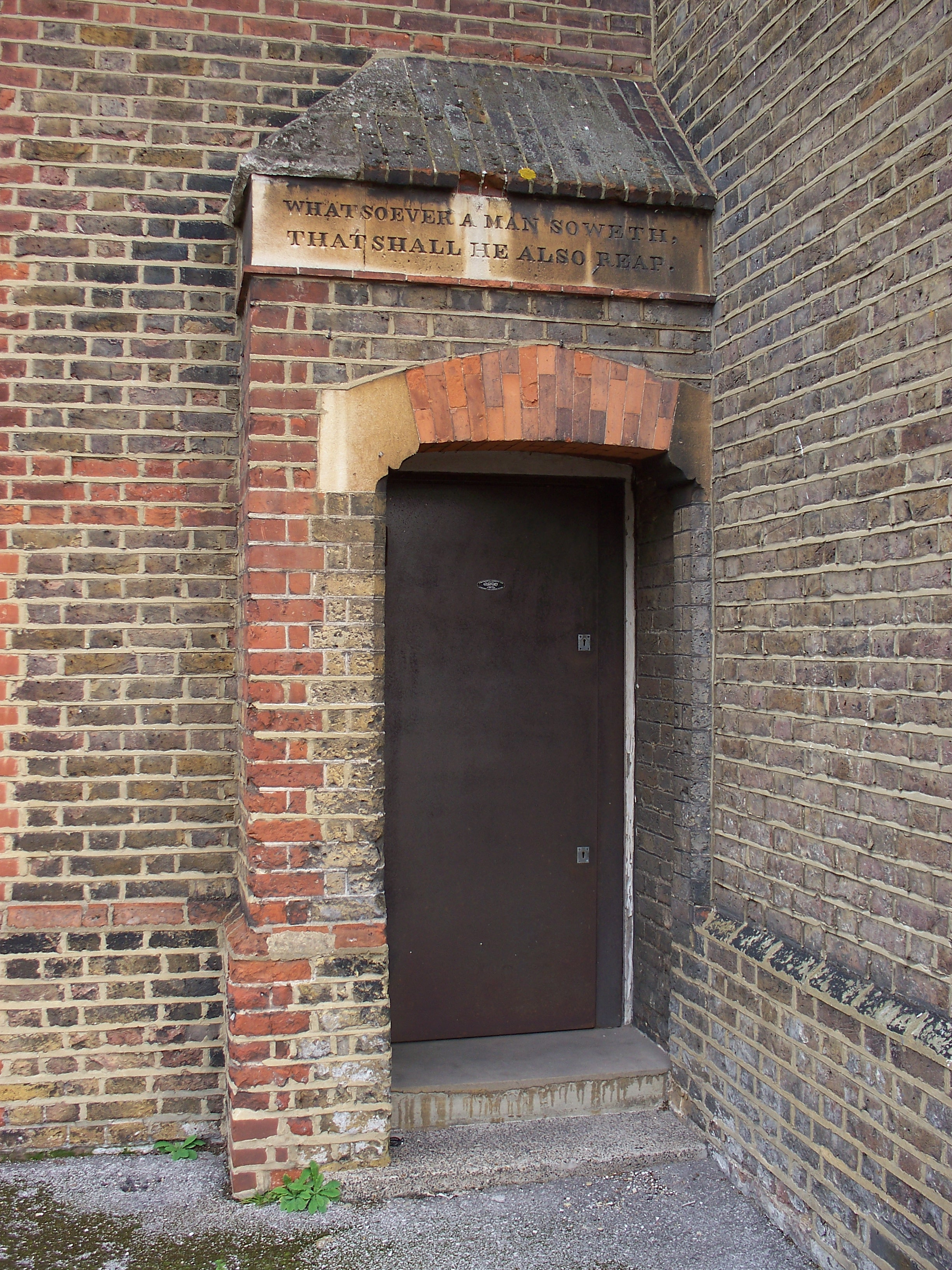
Hintereingang zum Erweiterungsbau. Die Inschrift über der Tür: „Whatsoever a man soweth, that shall he also reap“

Rowland Hill und seine Brüder hatten die Leitung der Schule ihres Vaters 1819 übernommen, 1827 zog die Schule von Birmingham nach Bruce Castle, mit Rowland als Direktor. Die Schule ging radikale Wege, inspiriert von Hills Freunden Thomas Paine, Richard Price und Joseph Priestley. Dem Lehrer fiel nach diesem Unterrichtsprinzip die Aufgabe zu, das Interesse und den Wunsch, etwas zu lernen zu vermitteln, nicht jedoch, Fakten zu lehren. Körperliche Bestrafung wurde abgeschafft und mutmaßliche Verstöße wurden vor einem Schülergericht verhandelt. An der Schule wurde nach einem (für die damalige Zeit) radikalen Lehrplan unterrichtet; dieser schloss Fremdsprachen, Kunst und Ingenieurswesen mit ein. Neben zahlreichen anderen Schülern wurden in der Schule unter anderem der Sohn des in London stationierten Diplomaten der neuen unabhängigen Nation Südafrika und der Sohn des Mathematikers Charles Babbage unterrichtet.
1839 wurde Rowland Hill, der einen einflussreichen Vorschlag zur Postreform verfasst hatte, zum Sekretär des General Post Office ernannt, wo er die weltweit erste Briefmarke einführte. Er verließ daraufhin die Schule und übergab sie in die Hände seines jüngeren Bruders Arthur Hill. Als dieser 1868 in den Ruhestand ging, übernahm die Leitung der Schule dessen Sohn George Birkbeck Norman Hill.

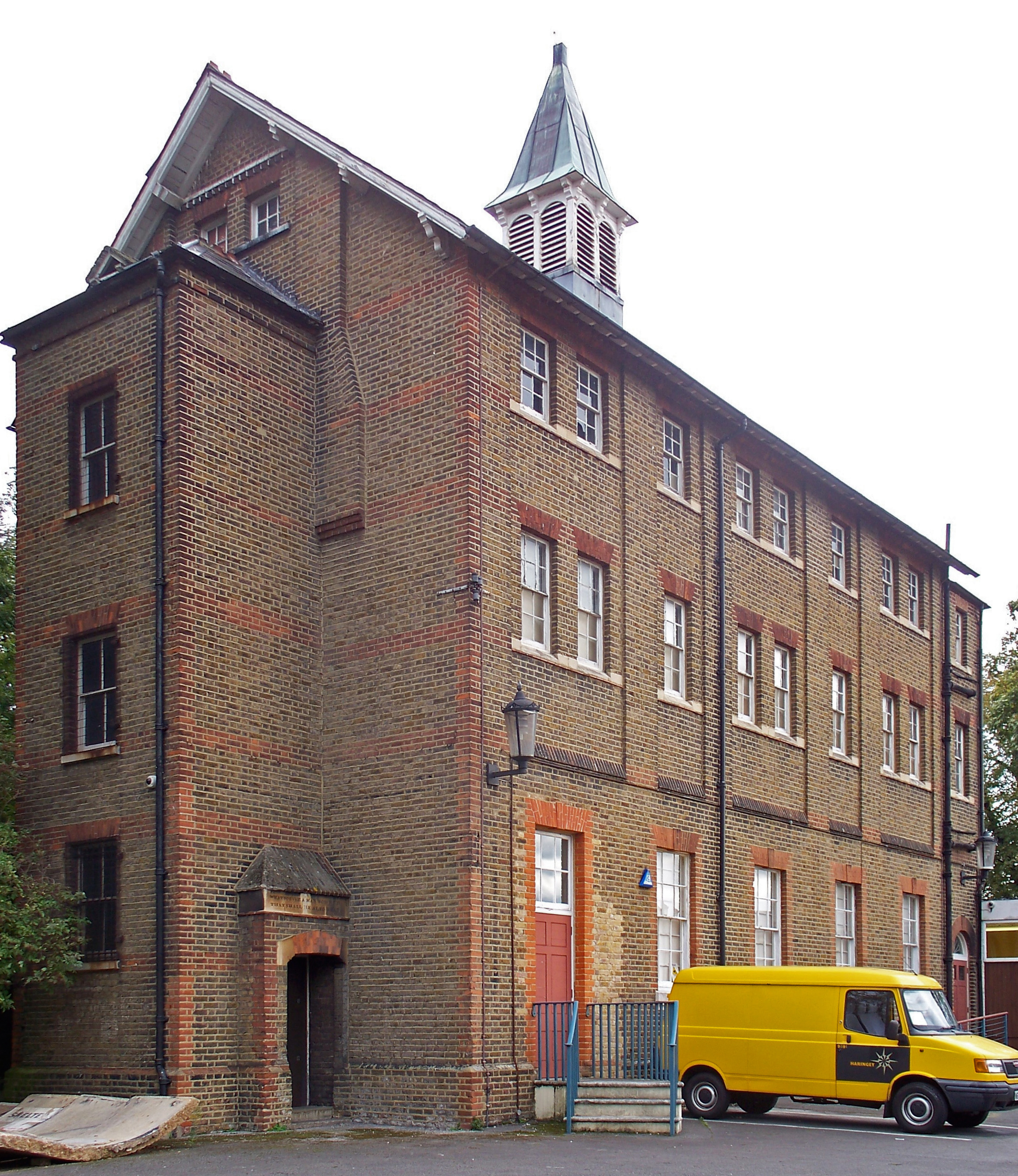
Der Erweiterungsbau für die Schule aus dem 19. Jahrhundert

Während der Ära, in der die Schule betrieben wurde, hatte sich der Charakter der Gegend bis zur Unkenntlichkeit verändert. Einst hatte Tottenham aus vier Dörfern an der Ermine Street (der späteren A10 Road) bestanden, umgeben von Marschland und Farmland. Der Bau der Northern and Eastern Railway 1840 mit den Stationen Tottenham Hale und Marsh Lane (später Northumberland Park) machte das Pendeln von Tottenham ins Zentrum von London zum ersten Mal möglich, auch wenn diese umständliche Achtmeilenroute über Stratford mehr als doppelt so lang war wie die direkte Strecke. Weiterhin bestand hierdurch ein direkter Anschluss an den Londoner Hafen. 1872 eröffnete die Great Eastern Railway eine direkte Linie zwischen der Enfield Town Railway Station und der Liverpool Street Station, einschließlich einer Haltestelle an der Bruce Grove Railway Station, nahe Bruce Castle. Die Eisenbahn bot Arbeitern einen ermäßigten Fahrpreis, was es armen Pendlern ermöglichte, in Tottenham zu wohnen und im Zentrum Londons zu arbeiten. Als ein Eisenbahnknotenpunkt wurde Tottenham zu einem wichtigen Wohn- und Industriegebiet. Am Ende des 19. Jahrhunderts blieb als einziges unerschlossenes Gebiet der Grundbesitz übrig, der zu Bruce Castle gehörte sowie die Überschwemmungsgebiete des River Lee in den Tottenham Marshes und des River Moselle an der Broadwater Farm.
Mit der Pensionierung von Birkbeck Hill 1877 als Schulleiter endete die Verbindung der Familie mit der Schule. Die Schule schloss 1891, woraufhin der Gemeinderat Tottenhams das Haus und den Grundbesitz kaufte. Auf diesem Grundbesitz, der zu Bruce Castle gehört, wurde 1892 der erste öffentliche Park von Tottenham eröffnet. Das Haus wurde 1906 als Bruce Castle Museum für die Öffentlichkeit zugänglich.

## Heutige Nutzung

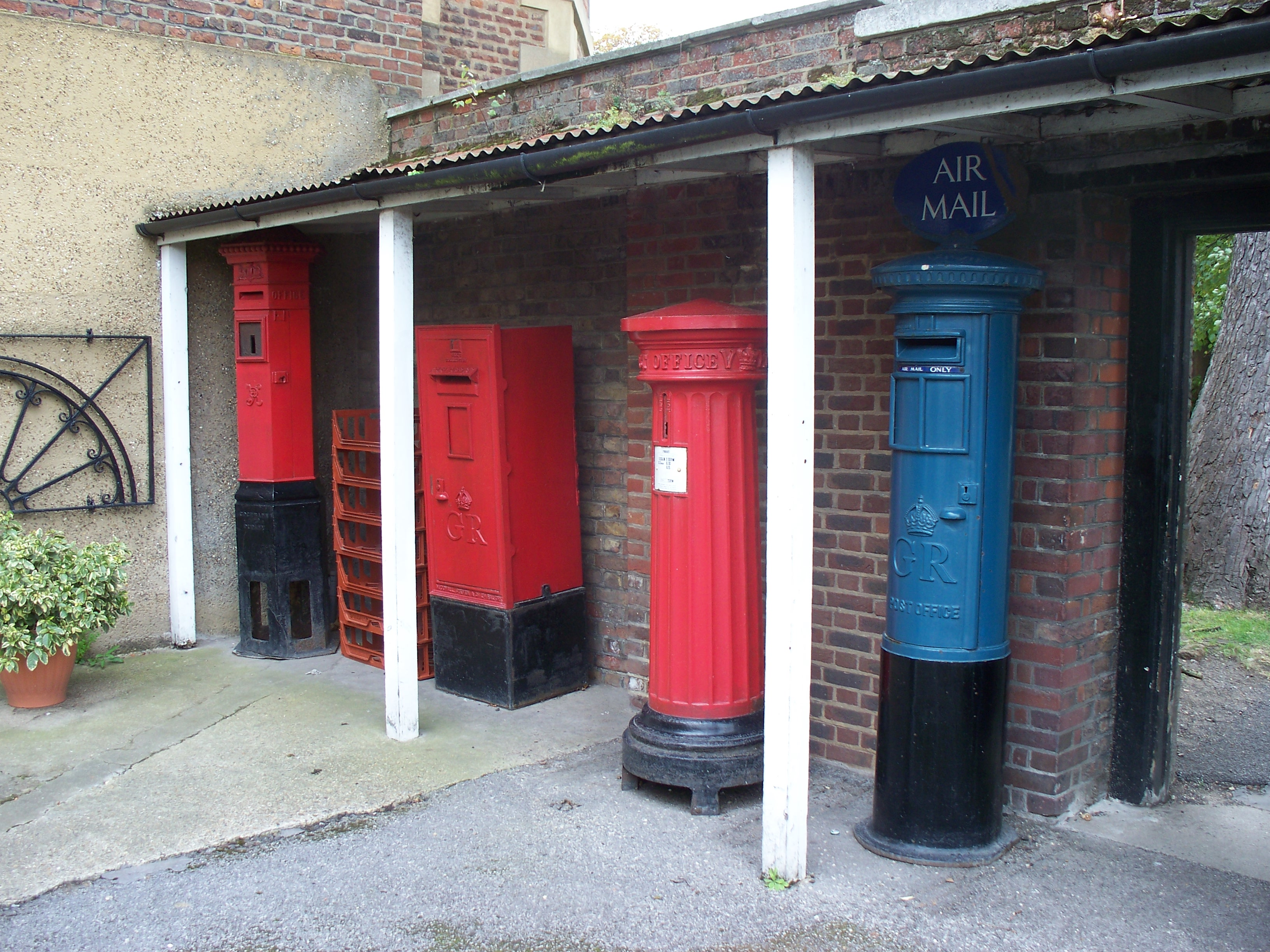
Historische Briefkästen

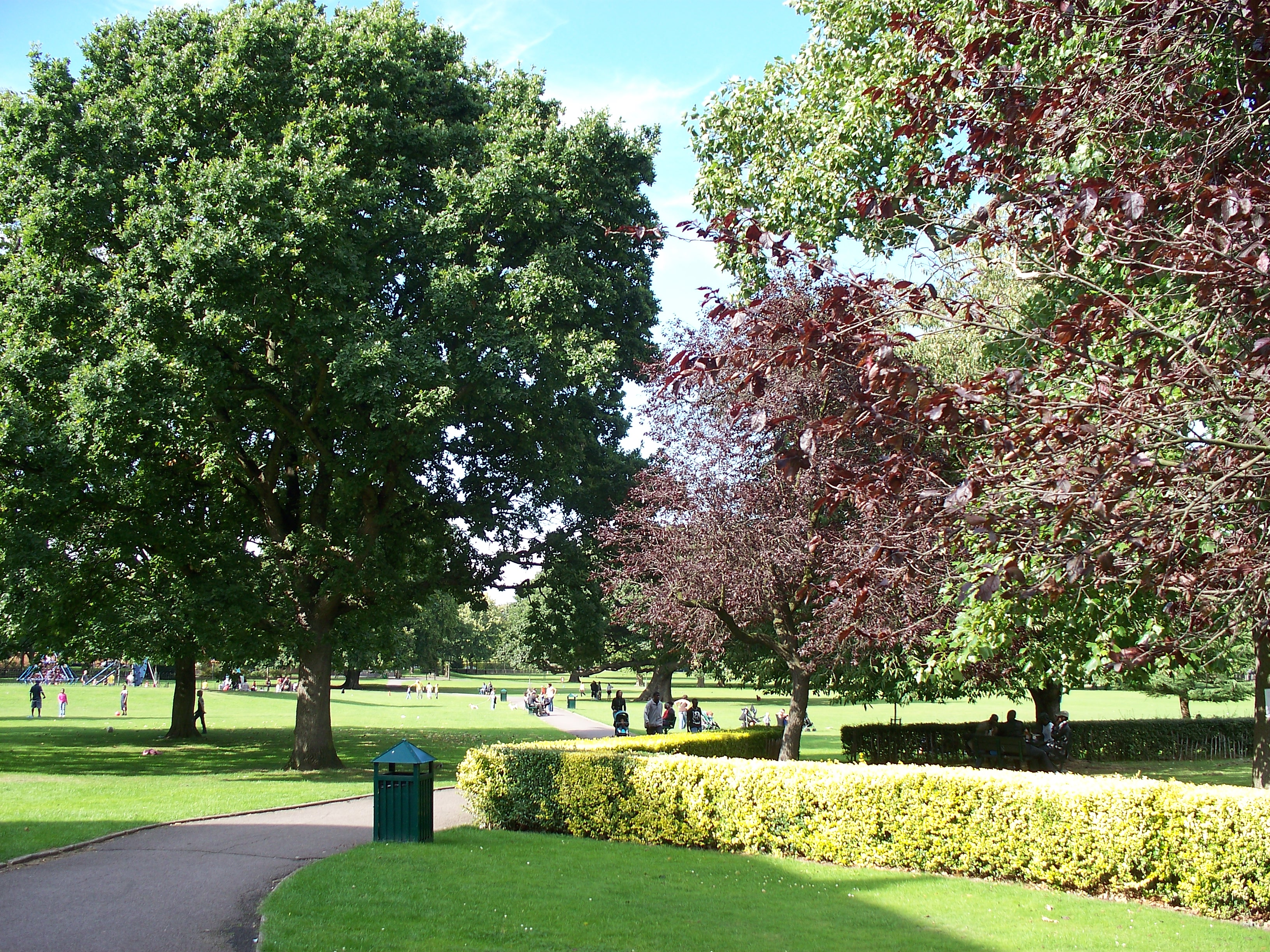
Der Grundbesitz um Bruce Castle ist heute ein öffentlicher Park

Bruce Castle ist heute ein Museum, auch ist das Archiv von London Borough of Haringey hier untergebracht, sowie eine Dauerausstellung über die Vergangenheit, Gegenwart und die Zukunft von Haringey und seine früheren Bezirke; zeitweise gibt es Ausstellungen über die Umgebung.
Weitere Ausstellungen beinhalten Rowland Hill und die Geschichte der Post, eine Sammlung von bedeutenden frühen Fotografien, eine Sammlung von historischen Herrschaftsdokumenten und höfische Rollen, die zu dieser Gegend gehören und auch eine frühe Kopie des Spurs Opus, die komplette Geschichte des Tottenham Hotspur F.C., wodurch es der Öffentlichkeit ermöglicht wird diese zu lesen.
1949 wurde das Gebäude in die Statutory List of Buildings of Special Architectural or Historic Interest aufgenommen – der Runde Turm wurde zeitgleich sogar Listed building Grade I. Die Grenzmauern im Süden und Westen des Parks aus dem 17. Jahrhundert wurden 1974 in die Listed building Grade II aufgenommen. 1969 kam in das Gebäude zusätzlich das Museum des Middlesex Regiments, dessen Sammlung teilweise dem National Army Museum übergeben wurde.
Im Juli 2006 wurde, als Teil der Hundertjahrfeier der Eröffnung des Bruce Castle Museums, für die Außenanlagen ein archäologisches Ausgrabungskomitee vom Museum of London organisiert. Dabei wurden zahlreiche Alltagsgegenstände in den Kalkunterbauten entdeckt, die auf ein früheres Haus an derselben Stelle hinweisen.

## Bruce Castle in der Literatur: Heraud'sTottenham
Bruce Castle wurde 1820 in John Abraham Herauds Tottenham erwähnt, das in Spenserstrophen verfasst wurde. Es handelt sich dabei um eine romantische Schilderung des Lebens von Robert the Bruce:

“Lovely is moonlight to the poet's eye,

That in a tide of beauty bathes the skies,

Filling the balmy air with purity,

Silent and lone, and on the greensward dies—

But when on ye her heavenly slumber lies,

TOWERS OF BRUS! 'tis more than lovely then.—

For such sublime associations rise,

That to young fancy's visionary ken,

'Tis like a maniac's dream — fitful and still again.”

„Schön ist das Mondlicht für das Auge des Dichters,

Dass in einer Flut von Schönheit den Himmel badet,

Die milde Luft mit Reinheit füllend,

Still und einsam, und auf dem Greensward sterbend—

Aber wenn ihr auf ihrem himmlischen Schlaf liegt,

TÜRME VON BRUS! Ist dann mehr als schön.—

Für solche erhabenen Assoziationen steigen,

Das für den visionären Ken der jungen Phantasie,

Es ist wie der Traum eines Wahnsinnigen – fit und immer noch einmal.“